# Бричак Володимир Володимирович
Володи́мир Володи́мирович Бричак (нар. 13 лютого 1977, м. Берегове, Закарпатська область, Українська РСР — 3 липня 2017, м. Торецьк, Донецька область, Україна) — солдат Збройних сил України, учасник російсько-української війни.

## Біографія
Народився 1977 року в закарпатському місті Берегове. Батько був ліквідатором наслідків аварії на Чорнобильській АЕС під час військової служби. Володимир закінчив берегівську середню школу № 2 (за радянських часів це була єдина у місті школа з російською мовою навчання, у 2000-х роках ліквідована). Працював на різних роботах у рідному місті, опанував чоботарство, тривалий час працював паркувальником.
Під час російської збройної агресії проти України добровольцем прийшов до військкомату, але його не хотіли брати, — у 6-му класі травмував око та мав інвалідність. Зрештою домігся призову та у лютому 2016 року підписав контракт і після навчання вирушив на фронт.
Солдат, стрілець — помічник гранатометника 2-го гірсько-піхотного відділення 3-го взводу гірсько-піхотної роти 15-го окремого гірсько-піхотного батальйону 128-ї окремої гірсько-піхотної бригади, військова частина А1778, м. Ужгород.
Виконував завдання на території проведення антитерористичної операції, був поранений в руку, після лікування повернувся на передову.
3 липня 2017 року близько 23:50 був важко поранений пострілом ворожого снайпера поблизу м. Торецька, на Горлівському напрямку, біля станції Майорська — з початком обстрілу, коли біг, пригнувшись, на бойову позиції, куля увійшла над пластиною бронежилета і зачепила серце, ще півгодини боровся за життя, але реанімаційні заходи не дали результату. Помер вночі 4 липня у Торецькій центральній районній лікарні.
Похований 6 липня у Береговому.
Залишилась мати Ілона Степанівна Бричак, сестра Ілона та син Артем 2003 р. н.

## Нагороди та вшанування
- Указом Президента України від 11 жовтня 2017 року № 318/2017, за особисту мужність і самовіддані дії, виявлені у захисті державного суверенітету та територіальної цілісності України, зразкове виконання військового обов'язку, нагороджений орденом «За мужність» III ступеня (посмертно)[5].
- Портрет Володимира Бричака, разом з портретами інших полеглих на війні земляків, розміщений на Стіні Героїв у центрі м. Берегове[6].